# Лоун Рок (Ајова)
Лоун Рок (енгл. Lone Rock) град је у америчкој савезној држави Ајова. По попису становништва из 2010. у њему је живело 146 становника.

## Демографија
Према попису становништва из 2010. у граду је живело 146 становника, што је -11 (-7.0%) становника више него 2000. године.
| Група             | 2000.       | 2010.       |
| Белци             | 154 (98,1%) | 143 (97,9%) |
| Афроамериканци    | 0 (0,0%)    | 0 (0,0%)    |
| Азијати           | 0 (0,0%)    | 0 (0,0%)    |
| Хиспаноамериканци | 1 (0,6%)    | 2 (1,4%)    |
| Укупно            | 157         | 146         |